# Latarnia morska Michmoret
Latarnia morska Michmoret – latarnia morska położona w moszawie Michmoret, w środkowej części izraelskiego wybrzeża Morza Śródziemnego.
Budynek latarni został wybudowany w latach 60., jako część szkoły Mewo’ot Jam Nautical School. Cały budynek jest pomalowany na niebiesko.

## Dane techniczne
- Wysokość światła: 14 m n.p.m.
- Zasięg światła:
  - 10 Mm (białe)

ARLHS ISR-006

Admiralicja E5956

NGA 113-21236